# Leptogyra verrilli
Leptogyra verrilli là một loài ốc biển, là động vật thân mềm chân bụng sống ở biển thuộc họ Melanodrymiidae.